# Вигель, Филипп Лаврентьевич
Филипп Лаврентьевич Вигель (12 июня 1740 — 27 января 1812, село Успенское, Пензенская губерния) — русский государственный деятель, тайный советник (1801), пензенский губернатор (1801—1809).

## Биография
Сын эстляндского дворянина Лаврентия Владимировича Вигеля (1689—1764), который во время Северной войны служил в армии Карла XII. Сестра Наталья Лаврентьевна была матерью генерала Ф. И. Сандерса. Окончил Сухопутный шляхетский корпус.
В 1764 году премьер-майор, служил в Канцелярии опекунства иностранцев, занимался межеванием земель в Саратовской губернии и размещением на них немецких колонистов.
В 1770-е гг. в егерском полку на Кавказе и в Варшаве. С 1777 полковник, участвовал в строительстве Херсонской крепости. С 1787 года обер-комендант Киева. После восстановления Пензенской губернии (1801) стал её гражданским губернатором. Награждён орденом святой Анны.
Вышел в отставку 30 марта 1809 года. Остаток жизни провёл в своём имении Симбухино (Симбухово), где и был похоронен.
Первая жена Пелагея Андреевна Симбухина (1753—1771), наследница имения Симбухово, умерла при родах. Вторая жена Мавра Петровна Лебедева (1752—1830), наследница села Лебедевка. Во втором браке родилось десять детей, из которых лишь пятеро достигли совершеннолетия:
- Елизавета (1772—1867), владелица села Фёдоровка.
- Наталия (1775—12.3.1849), жена генерала И. И. Алексеева[2].
- Павел (р. 1777), полковник.
- Филипп (1786—1856) — керченский градоначальник, мемуарист.
- Александра (р. 1791), жена коллежского секретаря Петра Ивановича Юматова.